# Марк Флавий Апер (консул 176 г.)
Вижте пояснителната страница за други личности с името Марк Флавий Апер.
Марк Флавий Апер (на латински: Marcus Flavius Aper) e политик и сенатор на Римската империя през 2 век.

## Биография
Той е син на Марк Флавий Апер (консул 130 г.) и внук на Марк Флавий Апер (суфектконсул 103 г.).
Апер e суфектконсул през 155 и 160 г. През 176 г. той става консул заедно с Тит Помпоний Прокул Витразий Полион.